# 蒼柴神社
蒼柴神社（あおしじんじゃ）は新潟県長岡市の悠久山にある神社。牧野忠辰公を主祭神とし、境内には河井継之助ゆかりの招魂社や忠犬しろ神社などがある。越後長岡百景の一つに選ばれている。

## 概要
当初は祭神である越後長岡藩3代目藩主牧野忠辰の尊号の蒼柴大明神と呼称されたが、神仏分離令により現在の名称となる。創建当初は長岡城内にあったが、後に悠久山に移り、北越戦争で長岡城が落城すると一時期、栃尾に遷座するが終戦後に現在地に安置。旧社格は村社、後に県社。

## 歴史
1722年（享保7年）に既に隠居していた牧野忠辰が死去。これを通達された京都の神祇道管領の吉田家より、故人忠辰に蒼柴霊神の神号が贈られる。このために養嗣子で当時の藩主牧野忠寿が長岡城東隅に社殿を造営して忠辰の霊璽を奉安したのが始まり。
享保13年3月27日（1728年）の三蔵火事により、社殿が全焼したために千手町の八幡社に奉遷したが、同年11月12日に再建工事が成り、御遷座式が行われる。享保18年（1733年）には京都の吉田家により明神に昇格される。
明和3年（1766年）に牧野忠精が藩主となると、社殿の城内からの移転が計画され、当初遷座地を中島としたが、明和6年（1769年）には忠辰が治世中に杉の植林を行った戸左衛門新田の三官山に変更し、遷座地での入込殺生禁断の令を発布する。明和8年（1771年）には忠辰50周忌により大明神に昇格。天明元年（1781年）に三官山を開拓して社殿を造営し、7月29日に社地を三官山から悠久山と改名し、8月8日には遷宮式が行われて現在地に移転する。

越後長岡藩では藩職として悠久山御社御用掛を初めとする蒼柴大明神への奉仕・社殿及び境内の警備管理する役職が設置され、旧暦2月6日と旧暦8月17日の祭礼には藩主または藩主名代が参詣した。
北越戦争で長岡城が落城すると栃尾に奉遷されるが、1869年（明治2年）春には再び元に戻され、神仏分離令を受けて1871年（明治4年）に蒼柴大明神から蒼柴神社に改名され、1873年（明治6年）には村社となり「お山」の名で長岡における崇敬の対象となる。1908年（明治41年）から新潟県の幣餞料供進神社に指定され、1930年（昭和5年）に県社に昇格。
2006年（平成18年）、本殿および拝殿が国の登録有形文化財に登録された。

## 祭神
- 牧野忠辰（蒼柴霊神/蒼柴大明神）

## 境内
- 拝殿・本殿
- 氏子会館（社務所・授与所）
- 神門
- 一の鳥居・二の鳥居・三の鳥居
- 各駐車場（計800台）

### 境内社
- 牧野家 御霊廟
- 招魂社
- 祖霊社
- 忠犬しろ神社
- 天満宮
- 稲荷神社
- 互尊社

## ギャラリー

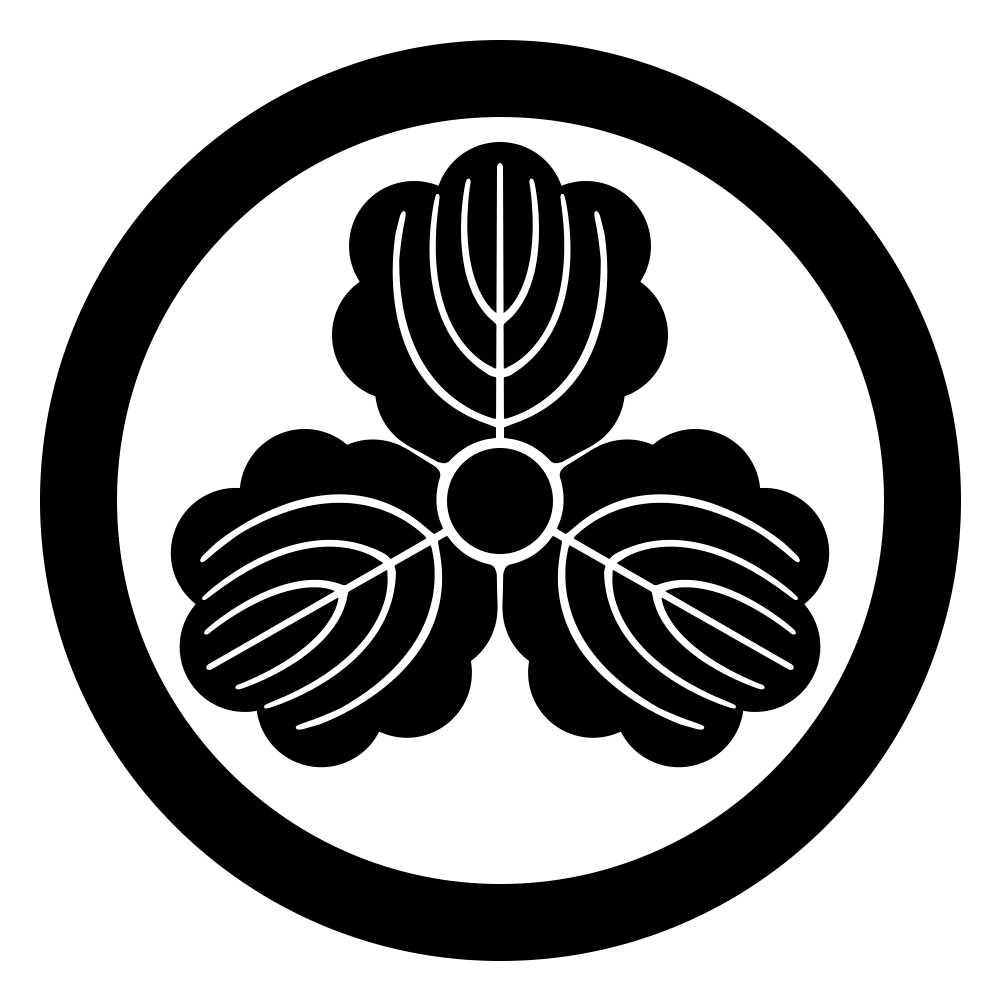
まるにみつかしわ 丸に三つ柏（神紋）

## 現地情報
長岡市東部の悠久山公園内に立地する。アクセスなどは「悠久山公園」を参照。

## 文献
- 「長岡市史」（昭和6年（1931年）、新潟県長岡市）
- 『ふるさと長岡のあゆみ』長岡市、1986年、75-77頁